# Sinagoga de Messina
La sinagoga de Messina, Kenisat Massini, es un lugar de culto judío.

## Historia
La antigua sinagoga estaba ubicada en via Cardines, que se llamaba via della Giudecca. Tenía forma de exedra, abierta por el medio y cerrada por los cuatro lados; adentro hay un pozo de agua viva. Se cree que desde la época romana se había estado formando en Messina el núcleo más antiguo de una comunidad judía siciliana, pero las primeras noticias ciertas de la presencia judía en Messina se remontan al siglo XI.
La iglesia de San Filippo Neri se construyó en el área de la sinagoga.
Había más sinagogas presentes en Messina. Otra sinagoga de Messina se convirtió en la iglesia "Real cappella della Vergine della Candelaia".

## Rabinos de mesina
El rabino más famoso de Messina fue:
- אברהם אבולעפיה Abraham ben Shemuel Abulafia.

- רב אברהם בן שלום Rabino Abraham ben Shalom
- רב סעדיה בן יצחק סיג'ילמסי Rabino Saadiah ben Yitzhak Sigilmasi
- רב נתן בן סעדיה Rab Nathan ben Saadiah Hadad
- רב יעקב בן אברהם Rabino Jacob ben Abraham.

## Otros proyectos
- Wikimedia Commons contiene imágenes u otros archivos de la sinagoga di Messina

- Datos: Q3961376
- Multimedia: Messina / Q3961376